# الهجرة (قفل شمر)

تعديل مصدري - تعديل

الهجرة هي إحدى قرى عزلة الدانعي بمديرية قفل شمر التابعة لمحافظة حجة، بلغ تعداد سكانها 48 نسمة حسب تعداد اليمن لعام 2004.